# Pericallis
A Pericallis a fészkesvirágzatúak (Asterales) rendjébe és az őszirózsafélék (Asteraceae) családjába tartozó nemzetség.
A Pericallis nemzetségbe sorolt fajok, korábban az aggófüvek (Senecio) nemzetségébe tartoztak.

## Rendszerezés
A nemzetségbe az alábbi 15 faj tartozik (Meglehet, hogy a lista nem teljes):
- Pericallis appendiculata (L.f.) B.Nord.
- Pericallis aurita (L'Hér.) B.Nord.
- Pericallis cruenta (L'Hér.) Bolle - [halott link]
- Pericallis echinata (L.f.) B.Nord.
- Pericallis hadrosoma (Svent.) B.Nord.
- Pericallis hansenii (G.Kunkel) Sunding
- Pericallis hybrida (Regel) B.Nord.
- Pericallis lanata (L'Hér.) B.Nord.
- Pericallis malvifolia (L'Hér.) B.Nord.
- Pericallis multiflora (L'Hér.) B.Nord.
- Pericallis murrayi (Bornm.) B.Nord.
- Pericallis papyracea (DC.) B.Nord.
- Pericallis steetzii (Bolle) B.Nord.
- Pericallis tussilaginis (L'Hér.) D.Don
- Pericallis webbii (Sch.Bip.) Bolle